# Démoszthenész Philaléthész
Démoszthenész Philaléthész (1. század) ókori görög orvos.
Hérophilosz követője, a Szíriában, Laodiceában virágzott orvosi iskola vezetője volt. Művei közül az ókori írók gyakran idézték a következőket: egy három könyvből álló értekezését a pulzusról;  egy szemészeti művét, mely a középkor végéig nagy becsben állt; egy gyermekgyógyászati értekezését, mely a „Corpus Hippocraticum”-ban foglaltakon kívül az egyetlen hasonló tárgyú szakmunka, melyet az ókorból ismerünk.